# Palparellus rothschildi
Palparellus rothschildi is een insect uit de familie van de mierenleeuwen (Myrmeleontidae), die tot de orde netvleugeligen (Neuroptera) behoort. 
Palparellus rothschildi is voor het eerst wetenschappelijk beschreven door van der Weele in 1907.